# 帕格瓦拉
帕格瓦拉（Phagwara），是印度旁遮普邦Kapurthala县的一个城镇。总人口95626（2001年）。

## 人口
该地2001年总人口95626人，其中男性51551人，女性44075人；0—6岁人口10012人，其中男5581人，女4431人；识字率76.54%，其中男性为79.90%，女性为72.61%。